# Alkaios (Sohn des Androgeos)
Alkaios (altgriechisch Ἀλκαῖος Alkaíos) ist eine Gestalt der griechischen Mythologie.
Alkaios erscheint bei Diodor als Feldherr des Rhadamanthys, von dem er zur Belohnung für seine Verdienste die Insel Paros erhielt. Die Bibliotheke des Apollodor gibt an, dass Alkaios und sein Bruder Sthenelos Söhne des Minos-Sohnes Androgeos waren. Als Herakles bei Ausführung seiner neunten Arbeit, die in der Beschaffung des Gürtels des Ares von seiner Besitzerin, der Amazonen-Königin Hippolyte, bestand, unterwegs auf Paros anlegte und wegen der Tötung zweier seiner Männer durch die Minossöhne daraufhin diese tötete und die übrigen Inselbewohner belagerte, kam er mit Letzteren überein, Alkaios und Sthenelos als Geiseln zu nehmen und dafür wieder abzusegeln. Bei seiner Rückkehr nach Griechenland setzte der Held Alkaios und dessen Bruder zu Herrschern von Thasos ein, nachdem er diese Insel erobert hatte.